# ناهید اسلام
ناهِد اسلام (زاده ۱۹۹۸ میلادی داکا) دانشجوی جامعه‌شناسی در دانشگاه داکا است که اغلب در ملاعام با پیشانی‌بند منقش به پرچم بنگلادش حاضر می‌شود.
او رهبری اعتراضاتی را بر عهده داشت که منجر به استعفا و فرار شیخ حسینه، نخست‌وزیر بنگلادش شد که قدرت را برای ۱۵ سال متوالی در اختیار داشت.
ناهد اسلام در اواسط ژوئیه به شهرت ملی رسید و آن زمانی بود که پلیس بنگلادش او و تعدادی از دانشجویان دانشگاه داکا را در جریان سرکوب اعتراض‌های مرگبار بازداشت کرد.
با وجود سرکوب خشونت‌آمیز اعتراض‌ها در بنگلادش که نزدیک به ۳۰۰ کشته برجای گذاشت که بیشتر از میان دانشجویان جوان بودند، این جنبش ادامه یافت و در نهایت به استعفای شیخ حسینه و فرار او به هند منجر شد.
ناهد اسلام و دیگر رهبران جنبش دانشجویی بنگلادش قرار است با ژنرال وکر-اوز-زمان، فرمانده ارتش این کشور دیدار کنند. فرمانده ارتش بنگلادش روز دوشنبه با اعلام استعفای شیخ حسینه از سمت نخست‌وزیری، اعلام کرد که ارتش این کشور یک دولت موقت تشکیل خواهد داد.